# Peter Nyborg
Peter Nyborg (Göteborg, 12 dicembre 1969) è un ex tennista svedese.

## Carriera
Ottenne il suo best ranking in singolare il 24 aprile 1989 con la 166ª posizione mentre nel doppio divenne il 12 agosto 1996, il 38º del ranking ATP.
Specializzato nel doppio, nel corso della sua carriera è riuscito a vincere sei tornei del circuito Challenger e cinque del circuito ATP, tra cui il Milan Indoor nel 1997 in coppia con l'argentino Pablo Albano e l'Austrian Open nel 1999 in coppia con il sudafricano Chris Haggard. In altre sei occasioni è riuscito a raggiungere la finale di un torneo ATP, uscendone però sconfitto.

## Statistiche

### Doppio

#### Vittorie (5)
| Legenda                                                      |
| Grande Slam (0)                                              |
| ATP Tour World Championships / Tennis Masters Cup (0)        |
| ATP Super 9 / Tennis Masters Series (0)                      |
| ATP Championships Series / ATP International Series Gold (2) |
| ATP World Series / ATP International Series (3)              |

| Numero | Data             | Torneo                      | Superficie    | Compagno         | Avversari in finale                     | Punteggio           |
| 1.     | 19 aprile 1993   | Seoul Open, Seul            | Cemento       | Jan Apell        | Neil Broad Gary Muller                  | 5-7, 7-6, 6-2       |
| 2.     | 6 marzo 1995     | Copenaghen Open, Copenaghen | Sintetico (i) | Mark Keil        | Guillaume Raoux Greg Rusedski           | 6-7, 6-4, 7-6       |
| 3.     | 24 febbraio 1997 | Milan Indoor, Milano        | Sintetico (i) | Pablo Albano     | David Adams Andrej Ol'chovskij          | 6-4, 7-6            |
| 4.     | 26 luglio 1999   | Austrian Open, Kitzbühel    | Terra rossa   | Chris Haggard    | Álex Calatrava Dušan Vemić              | 6-3, 6(4)–7, 7–6(4) |
| 5.     | 9 settembre 2002 | Romanian Open, Bucarest     | Terra rossa   | Jens Knippschild | Emilio Benfele Álvarez Andrés Schneiter | 6-3, 6-3            |

| Legenda tornei minori |
| Challenger (6)        |
| Futures (0)           |

| Numero | Data             | Torneo                                         | Superficie    | Compagno       | Avversari in finale                        | Punteggio     |
| 1.     | 17 ottobre 1988  | Challenger DCNS de Cherbourg 1988, Cherbourg   | Cemento (i)   | Jan Apell      | Peter Bastiansen Peter Flintsø             | 6-2, 6-2      |
| 2.     | 20 febbraio 1989 | Wien Challenger 1989, Vienna                   | Sintetico (i) | Nicklas Utgren | Ģirts Dzelde Goran Prpić                   | 6-4, 6-4      |
| 3.     | 20 novembre 1989 | Munich Challenger 1989, Monaco di Baviera      | Sintetico (i) | Tomas Nydahl   | Jaroslav Bulant Gianluca Pozzi             | 6-2, 1-6, 7-6 |
| 4.     | 26 marzo 1990    | Jerusalem Challenger 1990, Gerusalemme         | Cemento       | Henrik Holm    | Cristian Brandi Cristiano Caratti          | 6-1, 2-6, 6-3 |
| 5.     | 15 luglio 1991   | Newcastle Challenger 1991, Newcastle upon Tyne | Erba          | Nick Fulwood   | John-Laffnie de Jager Christo van Rensburg | 7-6, 6-1      |
| 6.     | 12 luglio 1993   | Newcastle Challenger 1993, Newcastle upon Tyne | Cemento       | Jonas Björkman | Juan Ignacio Carrasco Javier Sánchez       | 6-4, 6-4      |

#### Sconfitte in finale (6)
| Numero | Data              | Torneo                               | Superficie    | Compagno       | Avversari in finale                    | Punteggio     |
| 1.     | 6 giugno 1994     | Ordina Open, 's-Hertogenbosch        | Erba          | Diego Nargiso  | Stephen Noteboom Fernon Wibier         | 3-6, 6-1, 6-7 |
| 2.     | 25 settembre 1995 | Swiss Indoors, Basilea               | Cemento (i)   | Mark Keil      | Cyril Suk Daniel Vacek                 | 6-3, 3-6, 3-6 |
| 3.     | 12 febbraio 1996  | Open 13, Marsiglia                   | Cemento (i)   | Marius Barnard | Jean-Philippe Fleurian Guillaume Raoux | 3-6, 2-6      |
| 4.     | 18 marzo 1996     | St. Petersburg Open, San Pietroburgo | Sintetico (i) | Nicklas Kulti  | Evgenij Kafel'nikov Andrej Ol'chovskij | 3-6, 4-6      |
| 5.     | 8 luglio 1996     | Swedish Open, Båstad                 | Terra rossa   | Joshua Eagle   | David Ekerot Jeff Tarango              | 4-6, 6-3, 4-6 |
| 6.     | 9 novembre 1998   | Stockholm Open, Stoccolma            | Cemento (i)   | Chris Haggard  | Nicklas Kulti Mikael Tillström         | 5-7, 6-3, 5-7 |